# Władysław Woleński

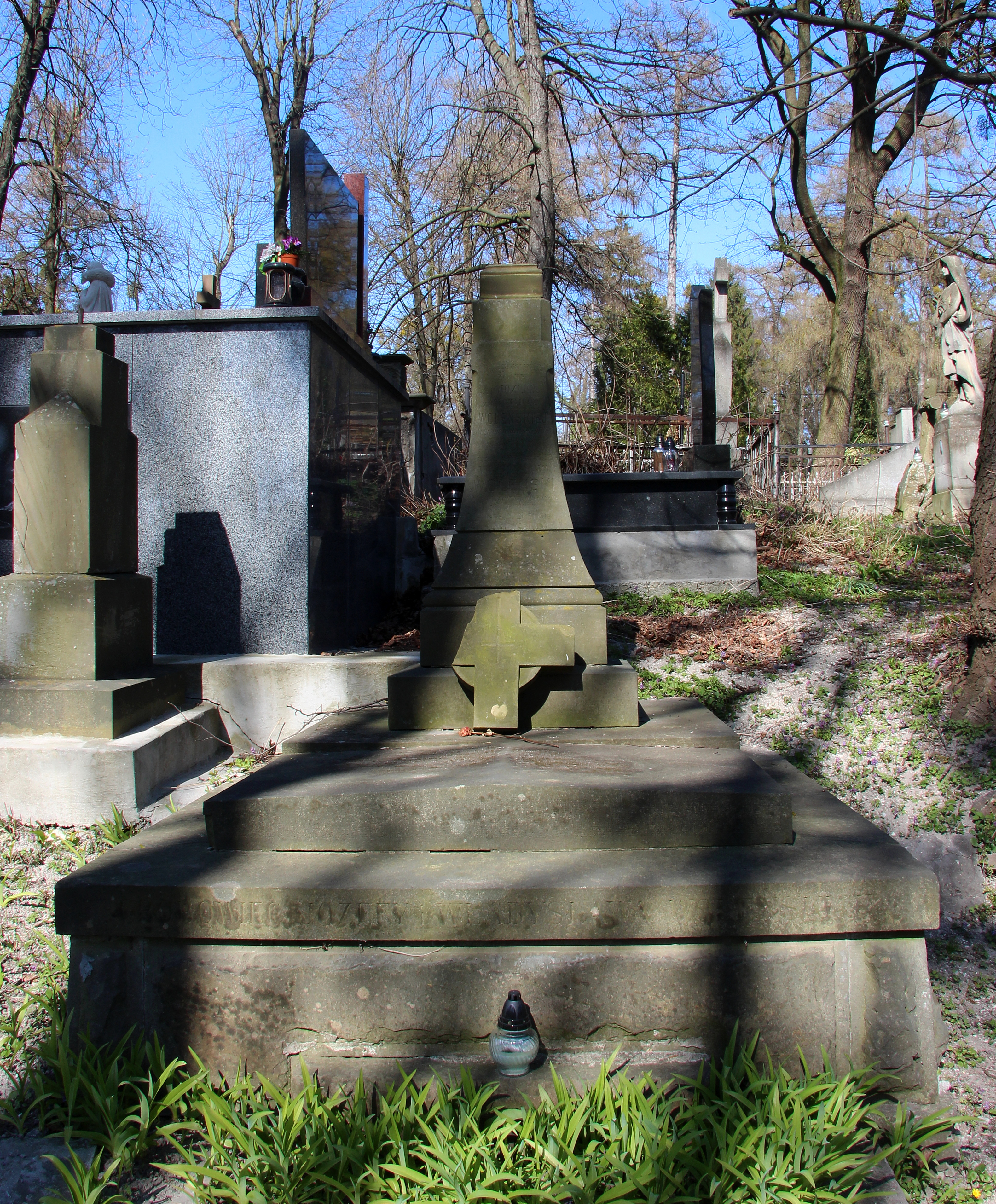
Grób Władysława Woleńskiego

Władysław Woleński, właśc. Hertrich (ur. ok. 1848 we Lwowie, zm. 21 czerwca 1912 tamże) – polski aktor teatralny w Galicji.

## Życiorys
Uczył się w gimnazjum we Lwowie. Jako uczeń był w 1863 kurierem organizacji powstańczych. Debiutował, prawdopodobnie w 1866, w zespole Ignacego Kalicińskiego. Początkowo używał na scenie nazwiska Wolański, później (od ok. 1870) stale Woleński. Od marca 1867 występował w zespole Miłosza Stengla w Stanisławowie grał m.in. Mazepę (Mazepa), Rizzia (Maria Stuart J. Słowackiego), Jana (Fantazy), Adolfa (Polowanie na męża). Od 1868 do stycznia 1870 występował w teatrze krakowskim i wyjeżdżał z zespołem krakowskim w 1868 i 1869 na występy do Poznania. Od stycznia 1870 przez ponad pół roku występował we Lwowie. 28 I 1870 grał po raz pierwszy na tej scenie rolę Ferdynanda (Intryga i miłość). Zapewne też we Lwowie w 1870 ożenił się z aktorką Józefą Delchau.
Następnie przeniósł się do zespołu M. Stengla i występował w różnych miastach Galicji. Na sezon 1871/72 zaangażował się do teatru poznańskiego. Od czerwca 1872 wrócił na scenę lwowską. Od września 1874 należał tu do komitetu kierującego teatrem lwowskim i był przewodniczącym lwowskiej spółki aktorów. W zespole teatru lwowskiego pozostał do 1877, tylko latem 1875 grał w warszawskim teatrzyku ogródkowym „Tivoli”.
22 września 1877 zadebiutował w WTR w roli Gustawa (Śluby panieńskie), następnie grał tam też rolę tytułową w Mazepie i Karola Moora (Zbójcy). Nie został jednak zaangażowany na stałe i na sezon 1877/78 wyjechał do Poznania.
W latach 1878–1907 (do emerytury) występował w teatrze lwowskim. W 1892 wyjechał z zespołem lwowskim na występy do Wiednia.
27 I 1895 obchodził we Lwowie dwudziestopięciolecie pracy artystycznej w roli Lefebvr’a (Madame Sans-Gene).
Jego najlepsze role zdaniem ówczesnych krytyków to: Kirkor (Balladyna), Szczęsny (Holsztyński), Mulej (Książę Niezłomny), Omar (Małek), Romeo (Romeo i Julia), Laertes (Hamlet), Kasjo (Otello), Edgar (Król Lear), Ferdynand (Intryga i miłość), Karol Moor (Zbójcy), Odiot (Miłość ubogiego młodzieńca), role tytułowe w Mazepie, Wilhelmie Tellu, Don Carlosie. Miał też w swym dorobku wiele dobrych ról amantów w komediach Fredry, m.in. Wiktora i Ludomira (Pan Jowialski), Edmunda (Damy i huzary), Wacława (Zemsta). Jednak jego właściwą domeną był dramat romantyczny, w którym wyróżniał się grą pełną temperamentu i doskonałą recytacją. Mimo że ról swych nie pogłębiał, jego „bujny talent dramatyczny” porywał widownię. Ceniony był też jako recytator estradowy.